# Bassoncourt
Ne doit pas être confondu avec Bessoncourt.
Bassoncourt est une commune française située dans le département de la Haute-Marne, en région Grand Est.

## Géographie

### Localisation
Altitude : 312 à 325 m.

### Hydrographie
La commune est dans le bassin versant de la Meuse au sein du bassin Rhin-Meuse. Elle est drainée par la Meuse, la Vieille Riviere, le ru de Haute Voie, le ruisseau des Noues, le ruisseau du Baignovre et le ruisseau du Soilleron,.
La Meuse traverse la commune dans sa partie centrale. Elle prend sa source au Châtelet-sur-Meuse, et se jette dans la mer du Nord après un cours long d'approximativement 950 kilomètres traversant la France, la Belgique et les Pays-Bas. 

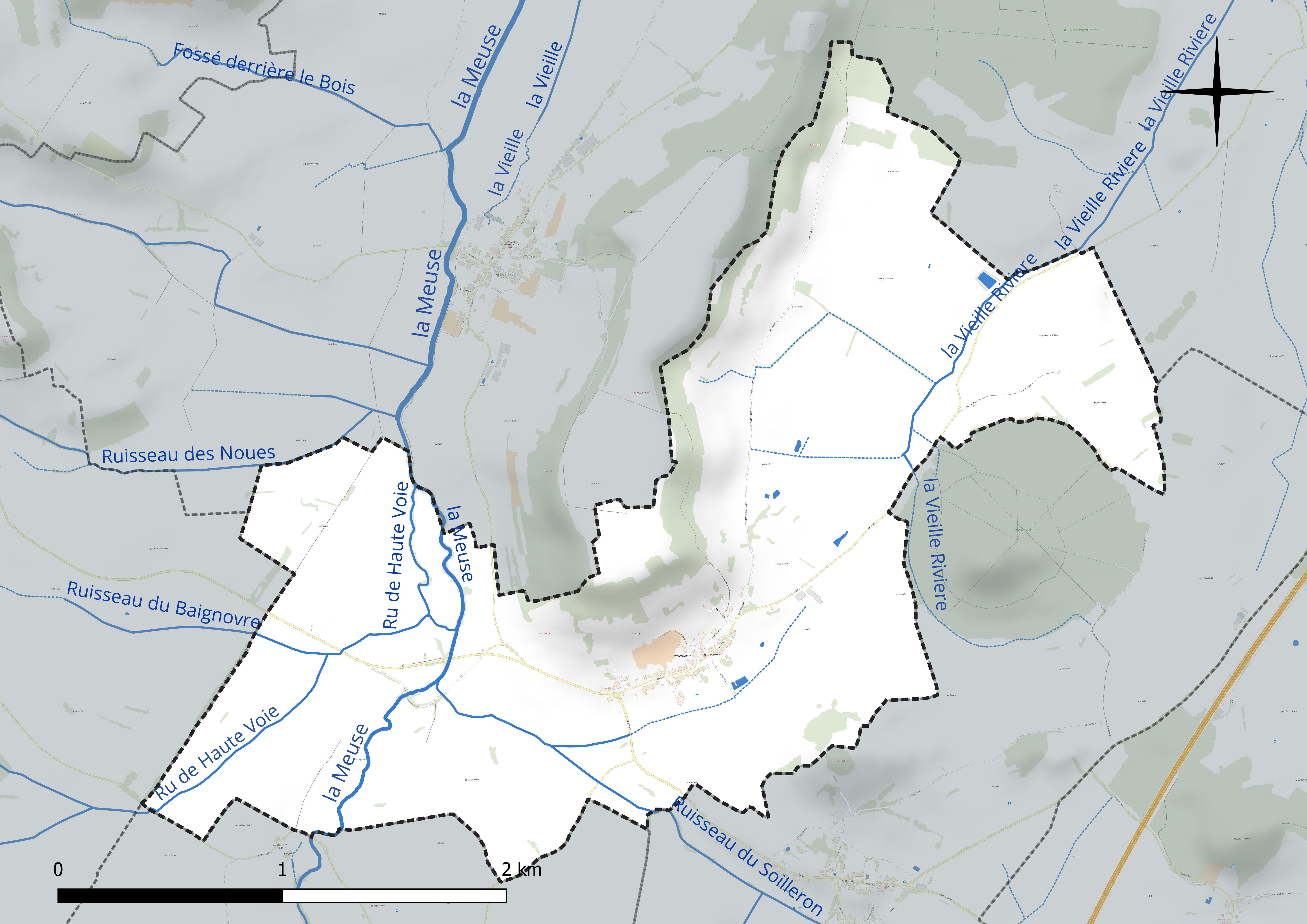
Réseau hydrographique de Bassoncourt.

### Climat
Pour des articles plus généraux, voir Climat du Grand Est et Climat de la Haute-Marne.
En 2010, le climat de la commune est de type climat de montagne, selon une étude du Centre national de la recherche scientifique s'appuyant sur une série de données couvrant la période 1971-2000. En 2020, Météo-France publie une typologie des climats de la France métropolitaine dans laquelle la commune est exposée à un climat océanique altéré et est dans la région climatique  Lorraine, plateau de Langres, Morvan, caractérisée par un hiver rude (1,5 °C), des vents modérés et des brouillards fréquents en automne et hiver. 
Pour la période 1971-2000, la température annuelle moyenne est de 9,5 °C, avec une amplitude thermique annuelle de 16,9 °C. Le cumul annuel moyen de précipitations est de 952 mm, avec 13,5 jours de précipitations en janvier et 9,2 jours en juillet. Pour la période 1991-2020, la température moyenne annuelle observée sur la station météorologique de Météo-France la plus proche, « Is-en-Bassigny », sur la commune d'Is-en-Bassigny à 9 km à vol d'oiseau, est de 10,0 °C et le cumul annuel moyen de précipitations est de 873,6 mm. 
La température maximale relevée sur cette station est de 38,7 °C, atteinte le 25 juillet 2019 ; la température minimale est de −19,3 °C, atteinte le 20 décembre 2009,,. 
Les paramètres climatiques de la commune ont été estimés pour le milieu du siècle (2041-2070) selon différents scénarios d'émission de gaz à effet de serre à partir des nouvelles projections climatiques de référence DRIAS-2020. Ils sont consultables sur un site dédié publié par Météo-France en novembre 2022.

## Urbanisme

### Typologie
Au 1er janvier 2024, Bassoncourt est catégorisée commune rurale à habitat très dispersé, selon la nouvelle grille communale de densité à sept niveaux définie par l'Insee en 2022.
Elle est située hors unité urbaine et hors attraction des villes,.

### Occupation des sols
L'occupation des sols de la commune, telle qu'elle ressort de la base de données européenne d’occupation biophysique des sols Corine Land Cover (CLC), est marquée par l'importance des territoires agricoles (93,9 % en 2018), une proportion identique à celle de 1990 (93,9 %). La répartition détaillée en 2018 est la suivante : 
prairies (92,1 %), forêts (6,1 %), terres arables (1,9 %). L'évolution de l’occupation des sols de la commune et de ses infrastructures peut être observée sur les différentes représentations cartographiques du territoire : la carte de Cassini (XVIIIe siècle), la carte d'état-major (1820-1866) et les cartes ou photos aériennes de l'IGN pour la période actuelle (1950 à aujourd'hui).

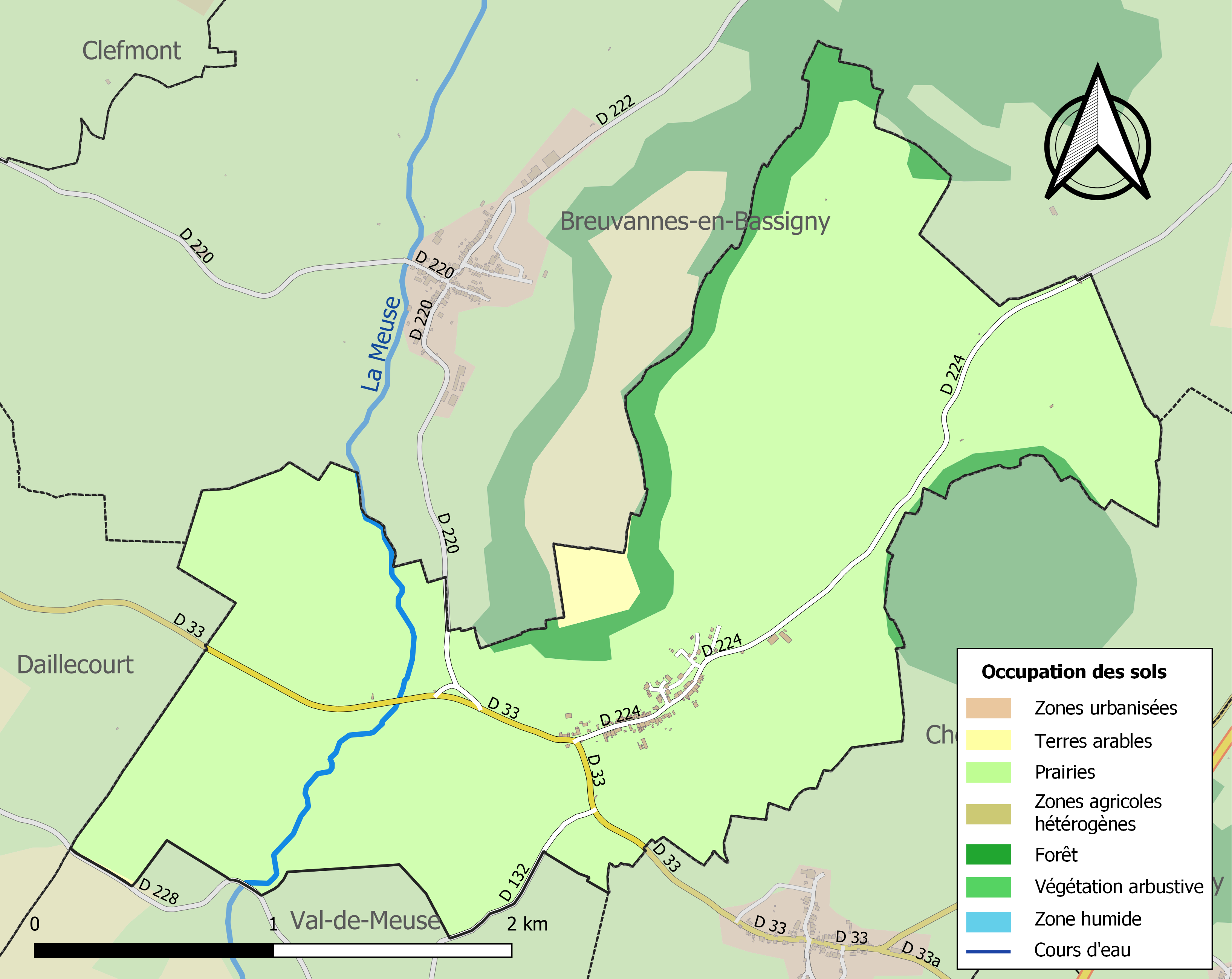
Carte des infrastructures et de l'occupation des sols de la commune en 2018 (CLC).

## Toponymie
Le nom de la localité est attesté sous les formes Basonis curtis (1145) ; Bassoncourt (1333) ; Bassoncour (1732).

Plusieurs théories furent élaborées concernant l'origine du nom Bassoncourt. Selon certains historiens, Bassoncourt aurait donné son nom au Bassigny (la grande plaine d'élevage partant du plateau de Langres à la limite des Vosges). Il est vraisemblable que Bassigny et Bassoncourt ont des origines communes. Le nom romain de Bassoncourt était Bassoncuria qui deviendra plus tard Basonis Curtis[réf. nécessaire].
Plus tard, à l'époque carolingienne, c'est là qu'un fonctionnaire, que les historiens ont identifié sous le nom de Basin, fut désigné pour tenir une circonscription taillée à la serpe. Il allait donner son nom à sa résidence : Basonis Curtis[réf. nécessaire].
Découverte de vestiges antiques attestant d'une origine gallo-romaine.

## Histoire
Bassoncourt fut mentionné dès 860 dans une charte de Sainte-Bénigne de Dijon. L'église fut mentionnée dès 1188, époque où une bulle du pape Urbain III ratifia la donation qui en avait été faite à l'abbaye de Morimond avec les dîmes. Cette église, dédiée à saint Barthélemy, était succursale de Choiseul pendant six mois de l'année, et de Meuvy pendant les six autres mois. Les revenus de l'église étant partagés par moitié entre le curé de Choiseul et celui de Meuvy La seigneurie était à l'origine une dépendance de la baronnie de Choiseul.
En 1333, les habitants de Bassoncourt obtinrent de Jean, sire de Choiseul, une charte d'affranchissement.
En 1393, Simonette de Marey-sur-Tille, vendit à Philippe-le-Hardi, duc de Bourgogne, moyennant 40 francs d'or, les trois villages de Bassoncourt, Meuvy et Merrey-les-Choiseul, qui depuis lors, firent partie de la Bourgogne.
Les habitants de Bassoncourt, bénéficiant d'un privilège accordé par le duc Philippe le Bon et confirmé jusqu'à la Révolution par les Rois de France, pouvaient utiliser indifféremment du sel gris ou du sel blanc à volonté, moyennant une légère taxe.
De 1632 à 1638, les trois quarts des habitants furent enlevés par les deux fléaux réunis de la peste et de la guerre (lors du séjour des Croates dans le Bassigny).
En 1753 la confrérie du Saint-Sacrement fut établie à Bassoncourt, à l'occasion d'une mission donnée à l'église de Meuvy. Il y avait jadis dans le cimetière une petite chapelle dite du Dieu-de-Pitié qui fut détruite lors de la Révolution.

## Politique et administration
| Période                                  | Période  | Identité         | Étiquette | Qualité  |
| ---------------------------------------- | -------- | ---------------- | --------- | -------- |
| avant 1988                               | ?        | Charles Meugniot | DVD       |          |
| mars 2001                                | 2008     | Jean Baillet     |           |          |
| mars 2008                                | En cours | Béatrice Bourg   | DVD       | Ouvrière |
| Les données manquantes sont à compléter. |          |                  |           |          |

## Population et société

### Démographie

#### Évolution démographique
L'évolution du nombre d'habitants est connue à travers les recensements de la population effectués dans la commune depuis 1793. Pour les communes de moins de 10 000 habitants, une enquête de recensement portant sur toute la population est réalisée tous les cinq ans, les populations de référence des années intermédiaires étant quant à elles estimées par interpolation ou extrapolation. Pour la commune, le premier recensement exhaustif entrant dans le cadre du nouveau dispositif a été réalisé en 2008.

En 2022, la commune comptait 63 habitants, en évolution de −7,35 % par rapport à 2016 (Haute-Marne : −4,62 %, France hors Mayotte : +2,11 %).
| 1793 | 1800 | 1806 | 1821 | 1831 | 1836 | 1841 | 1846 | 1851 |
| ---- | ---- | ---- | ---- | ---- | ---- | ---- | ---- | ---- |
| 275  | 364  | 391  | 341  | 334  | 341  | 335  | 336  | 360  |

| 1856 | 1861 | 1866 | 1872 | 1876 | 1881 | 1886 | 1891 | 1896 |
| ---- | ---- | ---- | ---- | ---- | ---- | ---- | ---- | ---- |
| 340  | 317  | 305  | 295  | 268  | 269  | 268  | 258  | 213  |

| 1901 | 1906 | 1911 | 1921 | 1926 | 1931 | 1936 | 1946 | 1954 |
| ---- | ---- | ---- | ---- | ---- | ---- | ---- | ---- | ---- |
| 210  | 211  | 194  | 168  | 157  | 164  | 138  | 160  | 135  |

| 1962 | 1968 | 1975 | 1982 | 1990 | 1999 | 2006 | 2008 | 2013 |
| ---- | ---- | ---- | ---- | ---- | ---- | ---- | ---- | ---- |
| 121  | 119  | 114  | 101  | 77   | 73   | 70   | 69   | 67   |

| 2018 | 2022 | - | - | - | - | - | - | - |
| ---- | ---- | - | - | - | - | - | - | - |
| 65   | 63   | - | - | - | - | - | - | - |

## Culture locale et patrimoine

### Église Saint-Barthélémy
Bassoncourt possédait déjà une église en 1188, époque où une bulle du pape Urbain III ratifia la donation qui en avait été faite à l'abbaye de Morimond avec les dîmes. L'église actuelle, dédiée à saint Barthélémy, fut construite au XVIe siècle en grande partie par les moines de Morimond, décimateurs du village, avec les débris des anciennes fortifications du château de Choiseul (détruit en 1573). Cette église ne fut bâtie qu'à la condition que les habitants continuent d'entretenir celle de Choiseul, comme étant leur église-mère, ce qui donna lieu à de longs procès entre les deux communes durant le XVIe siècle. L'église est inscrite aux monuments historiques.

### Autres lieux et monuments
- Nef du XIIIe siècle, transept fin XVIe siècle, chœur du XVIIIe siècle, clocher construit en pierre en totalité et en 1879 ;
- 3 croix de calvaire : au cimetière, à l'entrée ouest du village et à l'entrée est datant de 1753, rappelant la ferveur des habitants au travers de la pierre ;
- Statues : la Vierge à l'enfant (en pierre peinte) ; sainte Anne (pierre peinte) du XVIe siècle ; le Christ de la flagellation (pierre peinte) du XVIe siècle ; saint Jean-Baptiste, antérieure au XVIIIe siècle, restaurée en 1755 et en 1955 en bois peint ocre ; ancienne statue en pierre de saint Barthélémy hors de l'église ;
- Meubles : la chaire, bois sculpté (classée) ; retable de saint Nicolas de 1728 (classé) ; retable de la Sainte Vierge de 1728 (non classé) ; l'autel du chœur (classé) ;
- Croix champêtres sur le cimetière et à l'extrémité ouest du village, toutes deux bénites en 1753.